# Barbeya oleoides
Barbeya oleoides ist die einzige Art der monotypischen Pflanzengattung Barbeya der monogenerischen Familie der Barbeyaceae innerhalb der Ordnung der Rosenartigen (Rosales).

## Beschreibung

### Vegetative Merkmale
Barbeya oleoides ist ein kleiner Baum, der dem Olivenbaum ähnelt. Die gegenständigen Laubblätter sind einfach, eilanzettlich und fiedernervig mit glattem Blattrand. Die Blattunterseite ist weiß behaart. Es sind keine Nebenblätter vorhanden.

### Generative Merkmale
Barbeya oleoides ist zweihäusig getrenntgeschlechtig (diözisch). Die Blüten stehen seitenständig in kurzen, zymösen oder büscheligen Blütenständen zusammen. Trag- und Deckblätter fehlen.
Die kleinen, funktional eingeschlechtigen Blüten sind radiärsymmetrisch mit einfacher Blütenhülle. Die drei oder vier, außen fein behaarten Kelchblätter sind verwachsen, wobei die Kelchzipfel deutlich länger sind als die Kelchröhre. Die Kronblätter fehlen. In den männlichen Blüten gibt es meist sechs bis neun (selten bis zu zwölf) freie, fertile Staubblätter mit sehr kurzen Staubfäden. Die Pollenkörner besitzen drei Aperturen und sind colporat. Es sind meist ein, selten zwei bis drei oberständige Fruchtblätter vorhanden, die zu einem einkammerigen Fruchtknoten verwachsen sind wenn es mehr als eines ist. Je Fruchtblatt ist in apicaler Plazentation nur eine hängende, anatrope Samenanlage vorhanden. Die kurzen Griffel sind frei, die längliche Narbe ist papillös.
Die von der flügeligen Blütenhülle eingehüllte Frucht (Nüsschen, Achäne; Anthocarp) steht alleine oder es stehen zwei bis drei zu einem Verband zusammen und sind dann an ihrer Basis verwachsen. Der gut ausgebildete Embryo ist gerade.

## Ökologie
Die Bestäubung erfolgt über den Wind (Anemophilie).

## Verbreitung
Barbeya oleoides ist im nordöstlichen Afrika, in Äthiopien, Somalia und Eritrea und in Arabien und im Jemen verbreitet.

## Systematik
Die Art Barbeya oleoides wurde 1892 von Georg August Schweinfurth in Bolletino della Società Botanica Italiana erstbeschrieben, die Erstveröffentlichung des Gattungsnamens Barbeya erfolgte im selben Jahr durch denselben Autor in Malpighia, 5, S. 332 und die Familie Barbeyaceae stellte Alfred Barton Rendle 1916 in Flora of Tropical Africa, Volume 6, 2, S. 14 auf. Der Gattungsname Barbeya ehrt den Schweizer Botaniker William Barbey(-Boissier) (1842–1914).
Diese Art war bisher schwer einzuordnen, und daher stellte man für sie eine monotypische Ordnung Barbeyales auf oder stellte sie innerhalb der Hamamelididae in die Urticales. Entsprechend phylogenetischer Daten stellt man sie in die Ordnung der Rosales.